# 在野黨
在野黨（英語：Opposition），也稱為野黨、反對黨、反對派，也表示政黨政治民主國家內未執政的政黨，通常亦是和執政黨互斥的集合（反对党）。特別是在議會民主國家中，最大在野黨常以執政預備（在野）的身份提出和執政黨競爭的政策。在野黨的責任是監督執政黨，可避免執政黨一意孤行或推行政策時違反國家利益，反映社會不同地域及階層的意見，公開表達和捍衛重大議題的不同觀點，或會出現冗長辯論，但不應有「為反對而反對」的舉措；成熟民主國家的在野黨，如果努力地為國家盡力並專業監督，或提出新的政綱獲得選民支持，可能將會在下次的選舉中，擊敗原執政黨，成為新的執政黨。這種情況稱為政黨輪替，此時執政黨與在野黨的角色會互換，直到下一次的政黨輪替發生。

## 参見
- 執政黨
- 建制
- 反对党
- 影子政府
- 政党制度
- 政黨政治
- 非建制派
- 一党
- 独裁
- 政黨輪替
- 国王陛下的忠诚反对党
  - 國王陛下最忠誠的反對黨（英国）
  - 官方反對黨 (加拿大)